# NGC 4957
NGC 4957 (również PGC 45253 lub UGC 8178) – galaktyka eliptyczna (E3), znajdująca się w gwiazdozbiorze Warkocza Bereniki. Odkrył ją William Herschel 11 kwietnia 1785 roku.